# ネットワークオーディオ
ネットワークオーディオとは、音楽を聴く手段としてネットワークで接続されたオーディオ機器を用いる形態・概念。ネットオーディオと略されることもある。

## 概要
デジタル音声データを再生するために機器を接続する方法の一つであり、サーバー（音源）・プレーヤー（再生）・コントローラー（操作）等を家庭内などのLANやインターネットを介して接続して構築される。
パソコン・タブレット・スマートフォンなどのネットワーク機器の普及に伴い、CD・SACDなどの既定メディアを使用せずリモートのデジタル音声データを再生する方式として2000年代後半以降に広まった。
PCやNASといったPC関連機器やDLNA対応のオーディオ機器を使用するのが一般的であるが、Wi-Fiや移動体通信を介してスマートフォンやポータブルオーディオでも接続できる。PCオーディオと使用する機器が被ることが多いものの、通常利用においてPCは必ずしも必要でない。

## 歴史

### 前史
1988年にソニーは初のワイヤレスモデルであるウォークマンWM-505を発売し、1990年にはワイヤレスでの本体操作を実現したWM-805を発売。以降、後継モデルを順次発売してワイヤレスウォークマンの開発で培われた技術を応用して双方向リモコンユニットを開発、1997年に発売されたMDピクシーDHC-MD919とDHC-MD717のオプションとして用意された。1998年にはソニーから発売されたAVプリアンプTA-E9000ESにて双方向リモコンユニットが標準で付属していた。
ソニーが発売した双方向リモコンユニットは、本体操作のみならず本体の再生状況もリモコンユニットのタッチパネルにて表示が可能である。この頃から「コントローラーの独立」による高音質化が既に確立されていた。
2000年代に入ると、iPodの登場によって音楽ファイル再生方式がデファクトスタンダードになる。当時のオーディオ業界ではファイル再生が一般的ではなく、ディスク再生やレコード再生が主流であった。
しかし、iPodの登場で危機感を抱いたオーディオメーカー各社は有線LAN接続によるネットワーク機能を搭載したオーディオ機器やPCとUSBで接続するUSB-DACを発売するようになり、ほぼ同時期に登場したUPnPが広く使われるようになった。
また、メーカー各社が賛同してUPnPベースのネットワーク規格「DLNA」を立ち上げた。2006年にコントローラーの概念を加えたDLNAバージョン1.5を発表し、ネットワークオーディオの原型が提案された。

### ネットワークオーディオの確立
2007年にLINNがKLIMAX DSを発売。ほぼ同時期にiPhoneが発売されたことで、iPhoneにインストールされたコントローラーアプリを使用しての本体操作が可能になった。これにより、サーバー・プレーヤー・コントローラーの三角関係が成立したことで「ネットワークオーディオ」という用語が確立される。
日本国内では、iPhoneの発売が2008年であったことや、無線LANの認可が下りる必要性があったことから、ネットワークオーディオプレーヤーが発売されたのは2010年以降となった。
2010年にNTTドコモはTwonkyを開発するパケットビデオを買収。翌年以降のドコモのスマホやタブレット端末にTwonkyが標準でプリインストールされるようになった。
2010年代半ばに入ると、ネットワークオーディオプレーヤーの高性能化と音楽配信サービスの普及によって、従来からのCD品質から、DVDオーディオないしSACD品質の音楽データのダウンロードやストリーミングが可能になり、ネットワークオーディオプレーヤーもハイレゾやDSDに対応するようになった。
しかし、オーディオメーカーがハイレゾやDSD対応を優先的に行った結果、本来ネットワークオーディオに求められていた導入敷居やプレイリスト管理が蔑ろにされた。特にDLNA対応機器では問題点を露呈しており、NTTドコモの機種にプリインストールされたTwonkyは当初iPhoneの対抗策とみられたものの、Twonky自体はお世辞にもアプリとしての完成度が高いとは言えなかった。結果的に社内やユーザーからの反発に耐えきれなくなったドコモは販売戦略の変更を余儀なくされ、ツートップ戦略や2013年のiPhone販売に踏み切ることになる。これらネットワークオーディオの問題点はネガティブなイメージとして蔓延することになる。

### オンデバイスプレイリストの登場
プレイリスト管理の問題点を解消するために、LINNはネットワークオーディオプレーヤーにプレイリストを保存してプレーヤーとコントローラーとでプレイリストを双方向で送受信する「オンデバイスプレイリスト」に対応した「OpenHome」を発表する。
これでプレイリストの概念を持たないDLNAの優位性が事実上無くなり、ソニーがHAP-Z1ESとHAP-S1のDLNA非対応2機種を発売してネットワークオーディオ市場に本格的に参入するようになると、DLNA陣営は賛同メーカー間の歩調が合わなくなっていく。
そして、バージョンアップの進展がないDLNAに不満を抱くようになったオーディオメーカー各社は、独自のネットワークオーディオ規格を模索するようになっていった。

### DLNAの解散、規格乱立時代へ
従来からのUPnPとは通信プロトコルが全く異なる「Roon Ready」が登場し、オーディオメーカーもヤマハはミュージックキャスト、デノンとマランツはHEOS、オンキヨー&パイオニアはFlair Connectと独自のネットワークオーディオ規格を次々に発表する。
2016年にはドコモの機種にプリインストールされているTwonky Beamの公開が終了する。
これらの一連の流れによって、DLNA陣営は事実上機能不全に陥り、バージョン2.0を発表出来ぬままに2017年にDLNAは解散する。しかし、UPnPプロトコルを使用するネットワークオーディオ自体は、DLNAの後継として「OpenHome」が2014年に策定されていた。
オーディオメーカー各社のネットワークオーディオ規格は、複数の機器で同時再生するマルチゾーン機能と、アナログ音源をもリアルタイムで再生可能なストリーミング機能といった、これまでのネットワークオーディオには無かった機能が搭載されたことで、プレーヤー自体をサーバー化することが可能になり、これまで導入敷居が高かったサーバーの導入が簡易化された。
さらに、メーカー各社はスマートスピーカー機能に対応したワイヤレススピーカーを発売したことで、スマートスピーカーやワイヤレススピーカーがプレイヤーやコントローラーとしての役割を担うようになった。

## 構成
サーバー
音源の保存・格納。
DLNAではデジタルメディアサーバ (DMS)
プレイヤー（レンダラー）
音源の再生。
DLNAではデジタルメディアプレイヤー (DMP) およびデジタルメディアレンダラー(DMR)
コントローラー
上記を操作する独立した端末。
DLNAではデジタルメディアコントローラ(DMC)
3つの要素から構成されておりこれらがネットワークで接続されている。PCオーディオと大きく異なる点であり導入のハードルが高いという欠点でもあるが、要点を押さえると、サーバー・プレイヤー（レンダラー）・コントローラーを自由に構築することが可能である。

### サーバー
音源データは、サーバー機能を有したPCやNASの外部記憶装置等に保存される。
楽曲情報管理やプレイリスト管理はサーバー側で行われており（DLNA除く）、コントローラーからの指示に応じて、楽曲情報やプレイリストはコントローラへ配信され、音声データはプレイヤー（レンダラー）へ配信される。
サーバーアプリをインストールしてスマートフォンやタブレットをサーバーにすることも可能である。ネットワークオーディオ用途向けのサーバー機器ではファンレス化などによるオーディオ向け設計が施されているものもある。2010代後半に発売されたネットワークオーディオプレーヤーにはメーカー独自のネットワークオーディオ規格を採用しており、これらの機種ではネットワークオーディオプレーヤー自体をサーバー化することも可能になっている。

### プレイヤー、レンダラー
ネットワークオーディオプレイヤーと呼ばれ、コントローラーから指示に応じて、サーバーから配信される音楽データの再生を行う。また、プレイヤーの多くはレンダリング機能も有しており、非可逆圧縮音源や可逆圧縮音源をデコードして再生する。一部のプレイヤーではアップサンプリングを行うものもある。

### コントローラー
従来のオーディオにおけるリモコンに相当する。音源やアルバムの検索やプレイリスト作成機能も有する。
ネットワークオーディオでは、コントローラーがプレイヤー本体から独立することで、オーディオ機器本体の負担軽減による音質向上が期待できる。
コントローラーはサーバーとプレーヤーへ指示を送信するだけでなく、サーバーから配信される音楽情報やプレイリスト、プレーヤーでの音楽データの処理状況を表示することができる。ネットワークオーディオの普及がスマートフォンやタブレットの普及と重なったため、様々なコントロールアプリケーションが登場した。
なお、市販されているネットワークオーディオプレイヤーでは、プレイヤ本体の操作ボタンや付属のリモコンで操作することが可能な機種もある。

## 音源について
音源の入手方法はPCオーディオと同じ方法となる。音源をサーバーに格納するためには基本的にPC等が必要となる。
ネットワークオーディオではPCオーディオと同様な様々な音声データ形式（MP3, WMA, AACなど）に対応している。非可逆圧縮フォーマットにも対応するが、ハイレゾを含めた（FLAC, ALACなどの）可逆圧縮フォーマットないし（WAV, AIFFなどの）非圧縮形式、DSDフォーマットが主流となっている。
また、ストリーミング型音楽配信サービスの登場によって、音源用の保存媒体がなくても音楽が楽しめるようになった。この場合は、配信サービス側がネットワークオーディオにおけるサーバーと見なされる。

## プレイリスト管理について
ほとんどの規格では、サーバー側でプレイリストが管理されてコントローラーへ配信される。これにより、複数のコントローラーでプレイリストの共有が可能である。また、コントローラー側でプレイリストの編集も可能で、編集されたプレイリスト情報はサーバー側に反映される。
DLNA1.5ではプレイリスト管理が定められていないため、基本的にプレイリストはコントローラー側で管理される。このため、複数のコントローラーでプレイリストを共有できず、プレイリストの再生にはサーバー側との照合が必要になり、アプリを閉じると再生されている音楽が停止するなどの問題が発生していた。これを解決するために、現在ではプレイリストをプレーヤー側に管理させてコントローラーに配信する「オンデバイスプレイリスト」の機能が主流になっている。

## 主な規格・プロトコル等
2018年現在におけるネットワークオーディオの規格について、PCオーディオ由来も含めて以下に挙げる。
UPnP、DLNA1.5
UPnPフォーラムが定めたネットワークプロトコルで、ネットワークオーディオプレーヤー発売以降は主流となっている。DLNAはUPnPをベースにしており互換性が高いのが特徴である。尚、DLNAについては、1.5以降がネットワークオーディオに該当し、DMCが独立していない初期の1.0はネットワークオーディオとして分類されない。前述の通り、2017年にDLNAの団体が解散した。
AirPlay（旧AirTunes）
ネットワークオーディオ初期の頃からの規格で、アップルが2004年に発売したAirMac Expressに搭載された機能である。無線LANを使用して音声データを伝送するが、Macの機器セットを利用して有線LANで接続することも可能。2010年に発売された第2世代のApple TVにてAirPlayに名称変更され、新たに画像と映像に対応。後に機能を拡張したAirPlay2が登場している。
iTunesホームシェアリング
iTunes9.0以降に搭載されている機能の一つ。iPhoneとiPadにはiTunesやApple TVを操作するRemoteアプリが用意されており、iTunesに登録された楽曲をMusicアプリにてiPhoneやiPadで聴く、Apple TVをレシーバーとして使用する等、様々な使い方がある。また、前述のAirPlayとの組み合わせも可能である。
Audirvana Plus 2
iTunesとの連携機能を特徴としたMac用音楽再生アプリ。スマホ用のコントロールアプリとしてA+Remoteアプリがある。
JRiver Media Center
Windows、Mac、Linuxのバージョンがある。スマホ用のコントロールアプリとしてJRemoteがある。
MPD
Music Player Demon略で、音楽再生アプリとサーバーアプリが統合されたもの。これをPCにインストールして、スマホやタブレットにインストールされたMPDクライアントソフトからサーバー側へ命令して音楽の再生を行う。代表例はVoyageMPDなど。
OpenHome
UPnPをベースに更に踏み込んだ仕様となっており、UPnPとの互換性が高い。主なアプリはLINNのKazoo等。DLNAの後継。
ROON Ready
ROON ServerやROON Coreなどから構成されており、独自のプロトコルを採用している。ネットワークオーディオとしての性能は高いため、今後の普及が見込まれる。
DTS Play-Fi
DTSが提唱するネットワークオーディオ規格。マルチルーム機能を搭載し、ストリーミング機能によりアナログ音源もシステムに組み込むことが可能である。これらの機能は以下の規格に標準装備されている。また、AirPlayがオプションとして用意されている。
ミュージックキャスト
ヤマハ独自のネットワークオーディオ規格。ステレオとサラウンドがある。
HEOS
デノン、マランツ独自のネットワークオーディオ規格。
Flair Connect
オンキヨー、パイオニア独自のネットワークオーディオ規格。スマートスピーカーやワイヤレススピーカーには非対応のため、前述のDTS Play-Fiと併用する。